# Franz Wilhelm Driesler

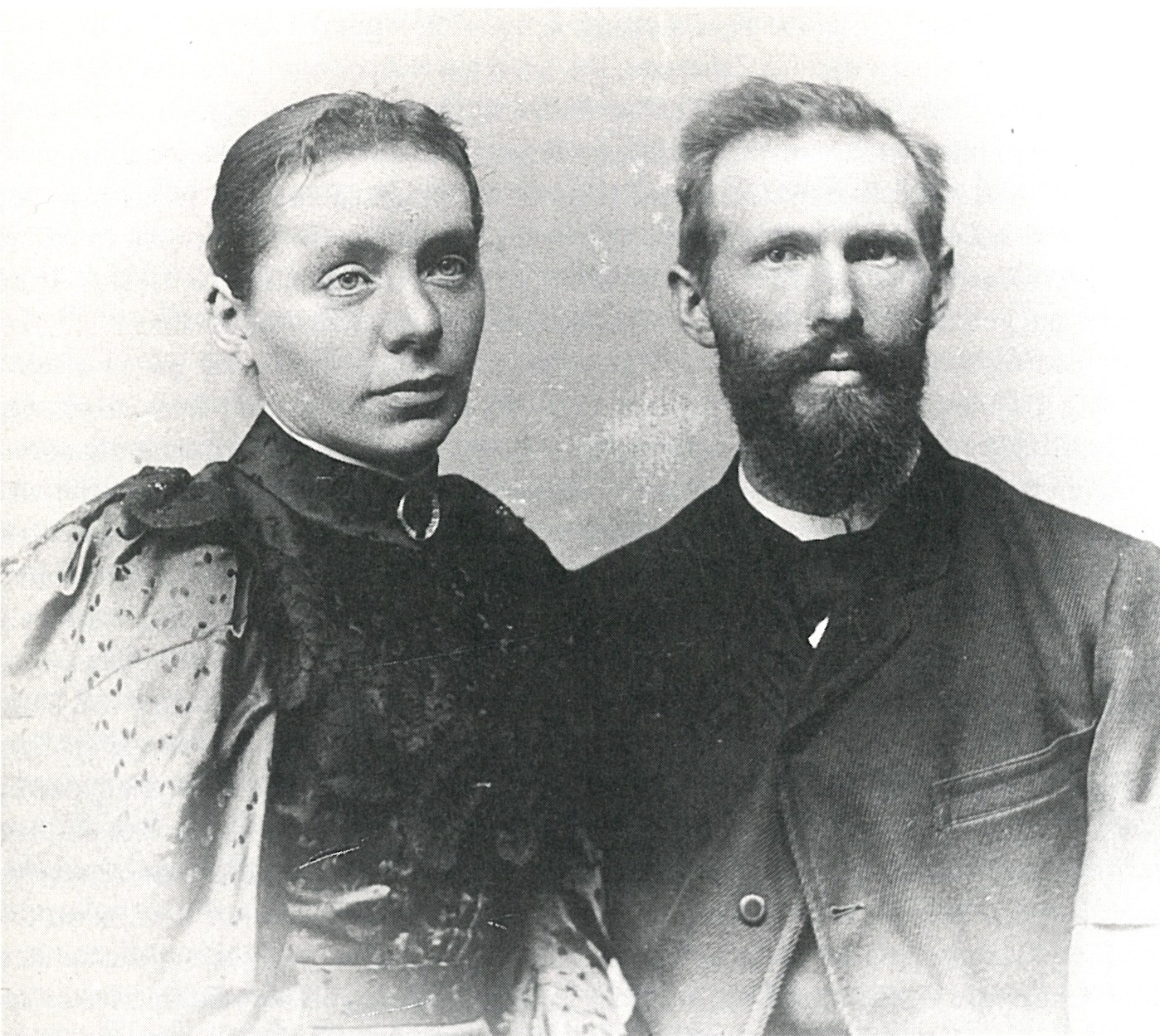
Franz Wilhelm Driesler mit seiner zweiten Ehefrau Elisabeth

Franz Wilhelm Driesler (* 2. Februar 1854 in Lohr am Main; † 16. Juni 1910 in Würzburg) war ein Vergolder, Bildhauer und Maler des Historismus. Driesler, genannt auch „(Meister) Drießler“, wirkte überwiegend im Spessart und am Maindreieck.

## Leben

### Anfänge in Lohr (bis 1897)
Franz Wilhelm Driesler wurde am 2. Februar 1854 im bayerischen Lohr am Main geboren, das zum Untermainkreis gehörte. Die Familie Driesler übte bereits seit Generationen künstlerische Berufe aus. So hatte der Großvater des Jungen, Adam Josef Driesler (1784–1823), eine Handwerker-Zeichenschule in Lohr gegründet, die Vorläuferin der heutigen Berufsschule. Der Vater Johann Jakob Driesler (1815–1892) arbeitete als Vergolder, Fassmaler und Lackierer und besaß in Lohr einen Betrieb. Damit war die Familie bereits eng an den kirchlichen Bereich gebunden, weil von dort die meisten Aufträge kamen.
Driesler hatte zwei ältere Schwestern, die Mutter hieß Anna Cölestine, geborene Niedermaier (1816–1867). Zunächst besuchte er wohl in Lohr die Lateinschule, ehe er seine Ausbildung in der vom Großvater gegründeten Zeichenschule fortsetzte. Driesler wollte wahrscheinlich zunächst Architekt werden, aber der Vater verbot ihm diesen Beruf. So wurde er in der Werkstatt des Vaters zum Vergolder ausgebildet. Unwahrscheinlich ist eine akademische Ausbildung des Künstlers, obwohl zeitgenössische Beschreibungen ihm eine solche Bildung attestieren.

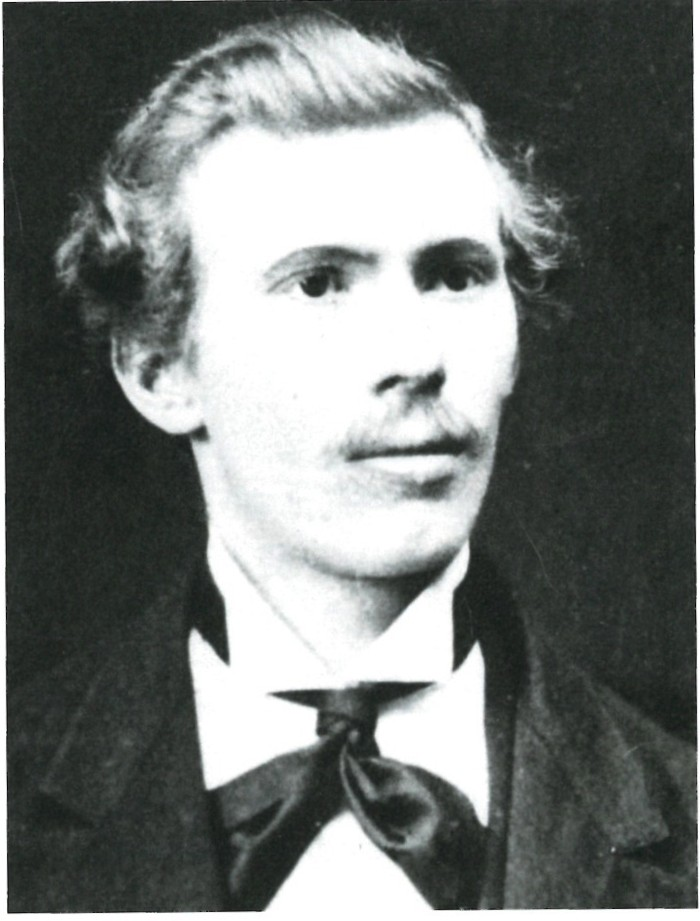
Franz Wilhelm Driesler um 1877

Mit 23 Jahren eröffnete Franz Wilhelm Driesler 1877 dann ein „Photographie-Geschäft“ in der Lohrer Ludwigstraße. Damit war er der zweite Fotograf in der kleinen Stadt. Es war im Rückgebäude der väterlichen Werkstatt untergebracht. Zugleich arbeitete Driesler wohl schon als Vergolder bei seinem Vater. Der erste Entwurf entstand 1879 für einen Seitenaltar in der Pfarrkirche in Urspringen. Der junge Driesler war schnell etabliert und renovierte viele Kirchen im östlichen Mainviereck. Vor allem durch Arbeiten in Marktheidenfeld machte sich Franz Wilhelm Driesler einen Namen.
Im Jahr 1880 heiratete der junge Künstler die ein Jahr jüngere Maria Louisa Schoenmann. Drei Jahre später erhielt Driesler seinen ersten größeren Auftrag: Er fertigte für die Pfarrkirche in Wiesenfeld den Hoch- und zwei Seitenaltäre. Bis zum Ende der 1880er Jahre ergaben sich immer mehr Aufträge, die über das reine Renovieren der Kirchenausstattung hinausgingen. Ab 1892 bestand die Arbeit des Handwerkers aus mehr Neuerrichtungen als Ausbesserungen.
Die Bekanntheit des Franz Wilhelm Driesler war so groß, dass er die einheimischen Handwerker verdrängte. So empfahl das Landbauamt Aschaffenburg Driesler für eine Arbeit in der Georgskirche in Neubrunn. Die einheimischen Handwerker gingen daraufhin gegen den auswärtigen Driesler vor. Sogar die Polizei musste eingreifen. Driesler verzichtete im Anschluss darauf, die Malerarbeiten an den Wänden und der Decke vorzunehmen.
Großen Einfluss auf Driesler wirkte das 1200-jährige Kiliansjubiläum im Bistum Würzburg aus, zu dem Lohr gehörte. Die zum Fest des Frankenheiligen erscheinende Chronik enthielt mehrere Illustrationen von den Gebrüdern Schiestl, die der Künstler in seinen Arbeiten später künstlerisch umsetzte. So tauchte die Ermordung Kilians in den Altarbildern auf, die Driesler für die Wallfahrtskirche Maria im Grünen Tal in Retzbach 1891 schuf.
Im Jahr 1892 übernahm Driesler die Werkstatt seines Vaters. Im gleichen Jahr starb am 14. Februar Drieslers Frau. Um die Versorgung der Kinder sicherzustellen, ehelichte Franz Wilhelm Driesler im darauffolgenden Jahr die drei Jahre jüngere Elisabeth Keßler aus Lohr. Der Künstler plante zu diesem Zeitpunkt wohl bereits aus Lohr wegzuziehen, um eine Werkstatt im zentraleren Würzburg zu eröffnen. Allerdings bewarb er sich erst im Jahr 1895 um einen Auftrag an der Würzburger Burkarduskirche.

### Atelier in Würzburg (bis 1910)
Zunächst stellte Driesler seine Arbeiten in der Würzburger Rothscheibengasse beim mit ihm befreundeten Bildhauer Max Schmitt aus. Im März 1896 erwarb er ein Haus in der Heidingsfelder Straße 45 (heute Friedrich-Spee-Straße 41) für 54.000 Mark. Franz Wilhelm Driesler ließ den Bau erweitern und baute eine Halle für sein Atelier an. Am 1. Mai 1897 erhielt Driesler das Wohnrecht in der Stadt. Mit dem Wegzug erhielt er nun auch Aufträge aus seiner Heimatstadt Lohr, zugleich stellte Driesler erstmals bei einer Messe in Nürnberg aus.
Mit dem Umzug nach Würzburg erweiterte sich Drieslers Wirkungskreis stark. Erstmals erhielt er Aufträge aus den weiter entfernten Bistümern Fulda, Bamberg und Regensburg. Im Jahr 1905 wurde dem Künstler das Bürgerrecht der Stadt Würzburg verliehen. Zuvor hatte sich Driesler seit 1901 um die Ausstattung der Klosterkirche von Oberzell verdient gemacht, die als eines seiner Hauptwerke gelten kann. Hier arbeitete Driesler einmalig im Neobarock und wurde mit 22.000 Mark entlohnt.
Driesler arbeitete in seinen letzten Lebensjahren auch vermehrt mit den Ateliers anderer Künstler zusammen. So entstanden gemeinsame Werke mit den Brüdern Schiestl, Eulogius Böhler, Augustin Kolb, Caspar Lessig und Georg Bausewein. Im Jahr 1905 tauchten auch die Söhne des Künstlers erstmals als Gehilfen in der Werkstatt auf. Das Atelier Driesler war zeitweise auf über 15 Angestellte angewachsen. Driesler hatte sogar einen „Möbelwagen“ angeschafft, der wie ein Container auf Eisenbahnwaggons verladen werden konnte.
Um 1909 erkrankte Franz Wilhelm Driesler an einem Magenkarzinom und begann, sein Atelier zu übergeben. Die Söhne waren zwar Maler geworden, zogen es aber vor, unabhängig zu bleiben. Schließlich erhielten die beiden Driesler-Schüler Adam und Anton Weber die Räumlichkeiten und führten das Atelier noch bis zur Zerstörung im Jahr 1945 weiter. Am 16. Juni 1910 verstarb Franz Wilhelm Driesler in seinem Haus in Würzburg. Der Leichnam wurde nach Lohr überführt und dort am 19. Juni auf dem städtischen Friedhof beerdigt. Der Grabstein hat sich erhalten.

## Ehen und Nachkommen
Franz Wilhelm Driesler heiratete am 21. Juni 1880 die Lehrerstochter Maria Louisa Schoenmann. Sie war am 23. August 1855 in Kleinrinderfeld geboren worden. Die Trauung fand in der Neumünsterkirche in Würzburg statt. Aus der Ehe gingen drei Kinder hervor. Maria Louisa starb am 14. Februar 1892 an Lungentuberkulose. Die beiden Söhne studierten an der Münchner Kunstakademie und wurden selbst Maler.
- Franz Jakob (* 15. April 1881; † 1914 an der Westfront)[10]
- Anna Katharina (* 15. Juni 1883)
- Ludwig Sebastian (* 19. September 1885)

Nach dem Tod seiner ersten Frau ehelichte Driesler erneut. Seine zweite Frau war Elisabeth Keßler aus Lohr am Main. Diesmal fand die Trauung am 19. Juni 1893 statt. Das Ehepaar heiratete in der Wallfahrtskirche Maria im Grünen Tal in Retzbach, die von Driesler einige Jahre zuvor umgestaltet worden war. Aus der Beziehung gingen zwei Kinder hervor.
- Katharina Maria (* 14. Mai 1894)
- Veronika Margarethe (* 4. Februar 1898)

## Werkverzeichnis
Die Liste orientiert sich am biografischen Werk Historismus im Kirchenraum von Gertrud P. Fels aus dem Jahr 1996 und ist nach den Wirkungsorten gegliedert. Bevorzugt schuf Driesler Schnitzaltäre und Kanzeln. Am häufigsten arbeitete er mit dem Werkstoff Holz. Franz Wilhelm Drieslers Arbeiten entstammen meist der Neugotik. Daneben kommen aber auch Werke der Neo-Renaissance und des Neubarock vor. Aufgrund der Größe der Werkstatt ist es schwer, eigenhändige Arbeiten Drieslers zu erkennen.
| Ort                  | Kirche                                 | Jahr                     | Objekte                                              | Zustand                                                                                 |
| -------------------- | -------------------------------------- | ------------------------ | ---------------------------------------------------- | --------------------------------------------------------------------------------------- |
| Alitzheim            | St. Martin                             | wohl 1910                | Stuckierung und Ausmalung der Kirche                 | erhalten                                                                                |
| Altbessingen         | St. Mariä Himmelfahrt und St. Ägidius  | 1895–1899                | Renovierung                                          | unklar                                                                                  |
| Altenbuch            | St. Wolfgang                           | 1901                     | Hochaltar, Kreuzweg                                  | erhalten                                                                                |
| Altenbuch            | Hauptstraße                            | unklar                   | Wegkapelle                                           | erhalten                                                                                |
| Ansbach              | St. Hubertus                           | 1887–1896                | Renovierung, Hubertusfigur, Hochaltar etc.           | erhalten                                                                                |
| Arnstein             | St. Nikolaus                           | 1906 und 1912            | Hochaltar, Kanzel, Renovierung der Seitenaltäre      | erhalten                                                                                |
| Arnstein             | Maria Sondheim                         | 1909–1910                | Restaurierung, Umbau Vierzehnheiligen-Altar          | erhalten                                                                                |
| Aschfeld             | St. Bonifatius                         | um 1902                  | Restaurierung des Kircheninneren                     | erhalten                                                                                |
| Bergrheinfeld        | Mariä Schmerz                          | 1891                     | Restaurierung des Kircheninneren                     | erhalten                                                                                |
| Bibergau             | St. Simon und Judas Thaddäus           | 1907–1909                | Restaurierung des Hochaltars, zwei neue Seitenaltäre | erhalten                                                                                |
| Binsfeld             | St. Nikolaus                           | 1897–1901                | Restaurierung des Kircheninneren                     | erhalten                                                                                |
| Bischbrunn           | Hl. Dreifaltigkeit                     | 1888                     | Hochaltar, zwei Seitenaltäre, Kanzel                 | rekonstruiert, Kanzel entfernt                                                          |
| Breitenbach          | Hl. Familie                            | 1905–1915                | Hochaltar, Kommunionbank, Kanzel etc.                | erhalten                                                                                |
| Büchold              | St. Mariä Heimsuchung und St. Nikolaus | 1898–1904                | Restaurierung, Umgestaltung, Taufstein               | erhalten                                                                                |
| Burghausen           | Mariä Geburt und St. Valentin          | 1890–1894                | Hochaltar, Seitenaltäre                              | verschollen                                                                             |
| Burgsinn             | St. Michael                            | 1889                     | Hochaltartabernakel, Altarblatt                      | Tabernakel verschollen                                                                  |
| Effeldorf            | St. Jakobus der Ältere                 | 1904–1907                | Restaurierung, zwei Einzelfiguren                    | erhalten                                                                                |
| Eichelsee            | St. Laurentius                         | 1894–1896                | Restaurierung, Ausmalung, Tabernakel                 | Deckengemälde erhalten                                                                  |
| Eichenbühl           | St. Cäcilia                            | 1905–1906                | Hochaltar, Seitenaltäre, Kreuzweg                    | erhalten                                                                                |
| Erbendorf            | Loreto-Kapelle                         | 1902                     | Schnitzaltar                                         | erhalten                                                                                |
| Eßleben              | St. Georg                              | 1891–1896 und vor 1911   | Hochaltar, Seitenaltäre, Kanzel, Ausmalung etc.      | verschollen                                                                             |
| Euerfeld             | St. Michael                            | 1892–1893                | Hochaltar, Seitenaltäre, Kanzel, Ausmalung etc.      | verschollen bzw. verkauft                                                               |
| Eußenhausen          | St. Bartholomäus                       | 1904–1905                | Restaurierung, Seitenaltäre                          | erhalten                                                                                |
| Eußenheim            | St. Petrus und Marcellinus             | 1890–1893                | Hochaltar, Seitenaltäre, Kanzel, Ausmalung           | entfernt, Hochaltar zurückgeholt                                                        |
| Frammersbach         | St. Bartholomäus                       | 1894–1895                | Hochaltar, Einzelfigur                               | verändert                                                                               |
| Gabolshausen         | St. Laurentius                         | 1910                     | Hochaltar, Seitenaltar, Kreuzweg                     | erhalten                                                                                |
| Garstadt             | St. Michael                            | 1893                     | Restaurierung des Kircheninneren                     | erhalten                                                                                |
| Geisa                | St. Jakobus und St. Philippus          | 1901–1906                | Seitenaltäre, Chorstühle, Beichtstuhl etc.           | weitgehend entfernt                                                                     |
| Geldersheim          | St. Nikolaus                           | 1891–1893                | Seitenaltäre, Kanzel, Taufbecken etc.                | weitgehend entfernt, teilweise verschollen                                              |
| Gemünden am Main     | St. Peter und Paul                     | 1887                     | Ausmalung, Deckenbild, Hochaltar, Kanzel etc.        | 1945 zerstört                                                                           |
| Gerlachsheim         | Heilig Kreuz                           | 1903 und 1908            | Kirchengestühl, Restaurierung                        | erhalten                                                                                |
| Gramschatz           | St. Cyriakus                           | 1886–1887 und 1908       | Renovierung                                          | unklar                                                                                  |
| Großlangheim         | St. Jakobus                            | 1904–1906                | Restaurierung, Seitenaltar, Urban-Tragefigur etc.    | erhalten                                                                                |
| Güntersleben         | St. Maternus                           | 1904–1911                | Hochaltar, Seitenaltäre, Kanzel, Kreuzweg etc.       | erhalten                                                                                |
| Halsheim             | St. Sebastian                          | 1887–1890                | Ausmalung, Restaurierung                             | erhalten, erneuert                                                                      |
| Hergolshausen        | St. Peter und Paul                     | 1887                     | Ausmalung, Renovierung                               | erhalten                                                                                |
| Höchberg             | Mariä Geburt                           | 1906–1909                | Restaurierung                                        | erhalten, verändert                                                                     |
| Hohenfeld            | St. Margarete                          | 1904                     | Restaurierung                                        | unklar                                                                                  |
| Hünfeld              | St. Jakobus                            | 1897–1899                | Ausmalung, Hochaltar, Seitenaltäre etc.              | erhalten                                                                                |
| Hüttenheim in Bayern | St. Johannes der Täufer                | 1897–1901                | Seitenaltar, Kanzel, Kreuzweg etc.                   | erhalten                                                                                |
| Karsbach             | St. Gertrud                            | 1882                     | Restaurierung                                        | unklar                                                                                  |
| Kirchlauter          | Mariae Himmelfahrt                     | 1902                     | Restaurierung des Hochaltars                         | unklar                                                                                  |
| Laudenbach           | St. Ägidius                            | 1871, 1893 und 1895      | Restaurierung, Hochaltar, Ausmalung                  | weitgehend entfernt                                                                     |
| Lohr am Main         | St. Michael                            | 1890, 1897 und 1905      | Restaurierung, Hochaltar, Seitenaltäre               | weitgehend erhalten                                                                     |
| Lohr am Main         | St. Josef                              | 1888 und 1896–1897       | Hochaltar, Seitenaltäre, Ausmalung etc.              | weitgehend entfernt                                                                     |
| Lohr am Main         | keine Kirche                           | wohl 1897                | Pietà der Karfreitagsprozession                      | erhalten                                                                                |
| Marburg              | St. Johannes Evangelist                | 1906–1907                | Kanzel                                               | entfernt                                                                                |
| Marburg              | keine Kirche                           | nach 1900                | Flügelaltar                                          | erhalten                                                                                |
| Mariabuchen          | Mariabuchen                            | 1875, 1882–1884          | Restaurierung des Kirchenraumes                      | erhalten                                                                                |
| Marktheidenfeld      | St. Laurentius                         | 1879–1881, 1894 und 1904 | Restaurierung des Kirchenraumes                      | erhalten                                                                                |
| Marktheidenfeld      | Kreuzberg-Kapelle                      | 1890                     | Hochaltar                                            | verschollen                                                                             |
| Morlesau             | St. Cyriakus                           | 1909, 1911 und 1914      | Restaurierung                                        | erhalten                                                                                |
| Mühlbach             | Vierzehn Nothelfer                     | 1888–1892                | Restaurierung, Ausmalung, Hochaltar, Seitenaltäre    | weitgehend verschollen                                                                  |
| Neubessingen         | St. Michael                            | unklar                   | Tabernakel                                           | verschollen                                                                             |
| Neubrunn             | St. Georg                              | 1886                     | Restaurierung, neues Altarblatt                      | erhalten                                                                                |
| Neuendorf            | St. Sebastian                          | 1892–1893                | Renovierung                                          | erhalten                                                                                |
| Oberelsbach          | St. Kilian                             | 1895–1896                | Restaurierung                                        | erhalten                                                                                |
| Oberleinach          | St. Laurentius                         | vor 1896                 | Hochaltar, Seitenaltäre                              | der Rest des Altars ist verschollen nach Entfernung durch den Pfarrer Michael Wack 1952 |
| Oberriedenberg       | St. Martin                             | 1903                     | Hochaltar, Restaurierung etc.                        | erhalten                                                                                |
| Obersfeld            | St. Petrus und Paulus                  | 1898–1900                | Seitenaltar, Restaurierung                           | erhalten                                                                                |
| Obervolkach          | St. Nikolaus                           | 1890                     | Hochaltar, Seitenaltäre, Kommunionbank etc.          | verschollen                                                                             |
| Oberwerrn            | St. Bartholomäus                       | 1892                     | Hochaltar, Seitenaltäre, Kanzel, Kreuzweg            | erhalten                                                                                |
| Oberzell             | St. Michael                            | 1902–1906                | Hochaltar, Seitenaltäre, Kanzel etc.                 | erhalten                                                                                |
| Opferbaum            | St. Lambertus                          | 1889                     | Ausmalung, Hochaltar, Seitenaltäre, Kanzel           | entfernt bzw. stark verändert                                                           |
| Rengersbrunn         | Mariae Geburt                          | vor 1909                 | Tabernakel, Antependium                              | verschollen                                                                             |
| Retzbach             | Maria im Grünen Tal                    | 1891–1895                | Hochaltar, Seitenaltäre                              | entfernt                                                                                |
| Rittershausen        | Restaurierung                          | 1897–1898                | Restaurierung                                        | verändert erhalten                                                                      |
| Roden                | St. Cyriakus                           | 1896–1897                | Restaurierung, Pietà                                 | verschollen                                                                             |
| Rodenbach am Main    | St. Rochus                             | 1902 und 1904            | Restaurierung                                        | erhalten                                                                                |
| Rothenfels           | Mariae Himmelfahrt                     | 1882–1905                | Restaurierung, Krippe etc.                           | erhalten                                                                                |
| Sachserhof           | St. Wendlinuskapelle                   | 1897                     | Altar, Pietà                                         | erhalten                                                                                |
| Sächsenheim          | St. Peter und Paul                     | 1893–1896 und 1902       | Ausmalung, Hochaltar, Seitenaltäre etc.              | weitgehend erhalten                                                                     |
| Schleerieth          | Mariae Himmelfahrt                     | nach 1900                | Restaurierung                                        | erhalten                                                                                |
| Schönau              | Minoritenkloster                       | 1889–1890 und 1899       | Restaurierung                                        | erhalten                                                                                |
| Schollbrunn          | St. Heinrich und Margaretha            | 1888–1889                | Hochaltar, Seitenaltäre, Kanzel etc.                 | verschollen, Hochaltar rekonstruiert                                                    |
| Schwanfeld           | St. Michael                            | 1893 oder 1903           | Tabernakel                                           | erhalten                                                                                |
| Sendelbach           | St. Joseph                             | 1907                     | Hochaltar                                            | entfernt                                                                                |
| Steinbach            | St. Joseph                             | 1910                     | Restaurierung, Kreuzweg                              | erhalten                                                                                |
| Steinfeld            | Mariae Himmelfahrt und Bartholomäus    | 1893–1897                | Ausmalung, Hochaltar, Seitenaltäre, Kanzel etc.      | entfernt                                                                                |
| Stetten              | St. Albanus                            | 1893–1894                | Hochaltar, Seitenaltäre etc.                         | nach Kirchenneubau zurückgeholt                                                         |
| Sulzheim             | St. Ägidius                            | 1901–1903                | Tabernakel                                           | erhalten                                                                                |
| Uengershausen        | Evangelische Kirche                    | 1902                     | Hochaltar, Kanzel                                    | erhalten                                                                                |
| Urspringen           | St. Maria                              | 1879–1880 und 1896–1897  | Seitenaltäre, Renovierung                            | erhalten                                                                                |
| Waigolshausen        | St. Jakobus                            | 1899–1900                | Kreuzweg, Relief                                     | weitgehend erhalten                                                                     |
| Waldbrunn            | St. Norbertus                          | 1889–1890                | Hochaltar, Seitenaltäre, Kanzel                      | entfernt bzw. verschollen                                                               |
| Waldbüttelbrunn      | Alte Kirche St. Bartholomäus           | 1904                     | Restaurierung                                        | entfernt                                                                                |
| Waldzell             | St. Vitus                              | 1891 und 1900            | Josefsstatue, Triumphkreuz                           | Kreuz erhalten, Statue verschollen                                                      |
| Wernfeld             | Alte Kirche Mariae Himmelfahrt         | 1886                     | Restaurierung, Ausmalung, Hochaltar, Seitenaltäre    | weitgehend entfernt                                                                     |
| Weyersfeld           | St. Albanus                            | 1886                     | Restaurierung                                        | erhalten                                                                                |
| Wiesenfeld           | Mariae Himmelfahrt und Sebastian       | 1884, 1887 und 1905      | Hochaltar, Seitenaltäre, Kanzel                      | verschollen                                                                             |
| Wiesentheid          | St. Mauritius                          | 1901                     | Kreuzweg                                             | erhalten                                                                                |
| Windheim             | St. Ägidius                            | 1909–1912                | Restaurierung, Kruzifix                              | erhalten                                                                                |
| Würzburg             | St. Burkard                            | 1895–1897                | Hochaltar, Seitenaltäre, Restaurierung etc.          | Hochaltar erhalten, Seitenaltäre entfernt                                               |
| Wüstenzell           | St. Johannes der Täufer                | 1879                     | Tabernakel                                           | erhalten (ursprünglich für St. Laurentius, Marktheidenfeld)                             |
| Zell am Main         | St. Laurentius                         | vor 1906                 | Hochaltar                                            | entfernt                                                                                |
| Zellingen            | Marienkapelle                          | 1893–1894                | Kanzel                                               | erhalten                                                                                |